# Desafiament de Bordeus
El desafiament de Bordeus fou un desafiament llançat per Pere el Gran a Carles d'Anjou després que aquest hagués posat en entredit el seu honor. En una època encara amb uns ideals cavallerescos molt arrelats, Pere el Gran només podia resoldre l'assumpte d'aquesta manera.

## Context
Després de la conquesta de Sicília per part de Pere el Gran, el seu rival Carles d'Anjou va atemptar contra l'honor del rei català. Quan uns emissaris de Carles d'Anjou van arribar davant d'ell acusant-lo d'haver actuat amb traïdoria, aquest li va respondre desafiant-lo a un duel per saber qui s'havia de quedar finalment amb l'illa. Segons els termes finals, el combat s'havia de celebrar a Bordeus, que pertanyia al rei d'Anglaterra i que per tant seria una zona neutral. Cadascun d'ells podia anar acompanyat de 100 cavallers i tant la derrota en el combat com la no assistència al mateix significaria perdre Sicília. El duel s'havia de celebrar l'1 de juny de 1283.

## Desenllaç
Eduard I d'Anglaterra, que no volia saber res del conflicte, va cedir temporalment Bordeus a França, on governava Felip III, que donava suport a Carles d'Anjou. Això feia que el territori ja no fos neutral i, teòricament, el duel ja no s'hi podia celebrar. A més, Pere el Gran es va assabentar que li havien preparat una trampa per capturar-lo. Amb tot, va decidir organitzar una petita expedició d'incògnit per certificar almenys la seva presència i denunciar l'intent d'emboscada. Tot i que al principi anava acompanyat de 40 cavallers, finalment va arribar a Bordeus disfressat de mercader i acompanyat només de tres cavallers, tots ells disfressats de servents. Aquests eren Blasc d'Alagó, Bernat de Peratallada i Conrad Llança. Un cop a Bordeus, va contactar amb les autoritats per revelar la seva identitat i deixar escrit davant notari que havia assistit per participar al duel, però que el francès havia volgut tendir-li un parany. Tot seguit, de la mateixa manera que havia arribat se'n va tornar a Catalunya. Poc després, el papa Martí IV va excomunicar Pere el Gran i va incentivar una croada contra Catalunya per donar la Corona d'Aragó a Carles de Valois, fill de Felip III de França. Finalment, els francesos perdrien la guerra.

## Aspecte controvertit
L’autor del repte del desafiament de Bordeus és identificat com a Pere el Gran segons alguns i com a Carles d’Anjou segons altres. La referència adjunta, basada en documents de l’Arxiu Reial de Barcelona, identifica el reptador com a Carles d’Anjou.